# Ruppe Koselleck

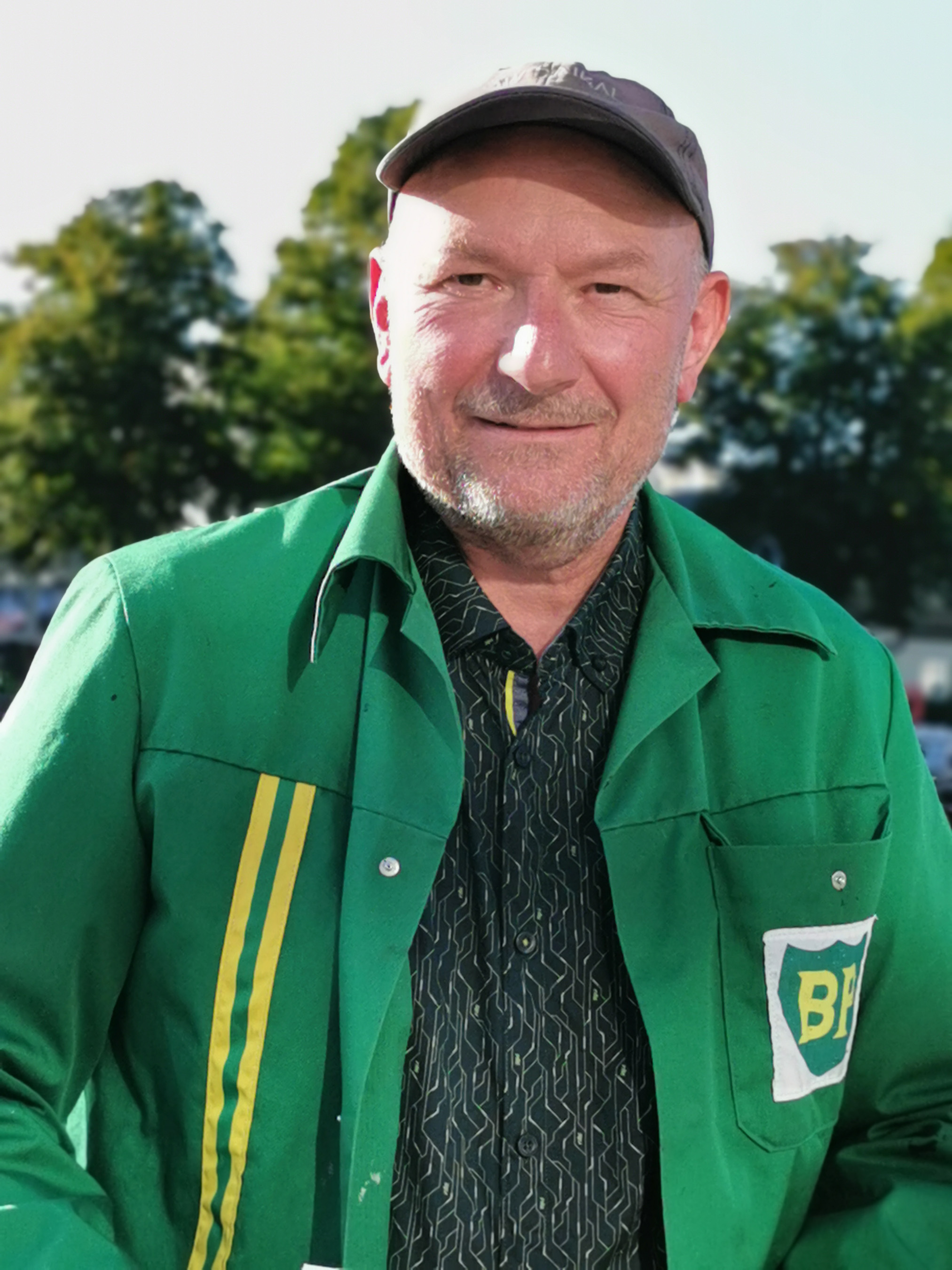
Ruppe Koselleck (2021)

Ruppe Koselleck, eigentlich Ruprecht Koselleck, (* 18. Juli 1967 in Dossenheim bei Heidelberg) ist ein deutscher Konzeptkünstler.

## Leben
Ruprecht Kosseleck ist ein Sohn des Historikers Reinhart Koselleck. 1990 nahm Koselleck ein Studium der Philosophie und Soziologie in Köln und Münster auf. 1994 wechselte er an die Kunstakademie Münster, in die Klasse von Lutz Mommartz, 1999 an die Filmklasse bei Andreas Köpnick.
Im Jahr 2000 heiratete er die Künstlerin Susanne von Bülow, mit der er zwei Töchter hat.
Es folgten Aufenthalte in Japan und Korea. 2001 endete Kosellecks reguläre Studienzeit, sein Meisterschülerjahr begann.
Von 2005 bis 2007 übernahm er die künstlerische Leitung des Kulturbüros der Universität Münster. Seit 2009 leitet er das Pilotprojekt Satellit-Kunstverein zur außerschulischen künstlerischen Weiterbildung von Jugendlichen. 2010 erhielt Koselleck einen Lehrauftrag für Künstlerische Interventionen in den Öffentlichen Raum an der Universität Kassel; seit 2012 ist er Lehrbeauftragter der Universität Osnabrück für Experimentelle Kunstvermittlungsstrategien. Seit 2021 hat Koselleck eine Vertretungsprofessur für künstlerische Praxis an der Universität Potsdam inne.

## Werke und Projekte
Die Kunst von Ruppe Koselleck ist an Dada, Fluxus und Concept Art angelehnt, lässt sich aber im Gegensatz zu diesen Richtungen konkret gesellschaftspolitisch verorten. Immer enthält sie konzeptuelle und kommunikative Anteile, sie will stets gesellschaftlich relevant, kritisch und komisch zugleich sein. Das hat zur Folge, dass Koselleck selten greifbare Werke wie Bilder oder Skulpturen produziert und eher Ideen anstößt und Prozesse generiert. Diese werden oft über sehr lange Zeiträume hinweg verfolgt, an vielen verschiedenen Orten und in den verschiedensten Medien. So gründete er bereits zu Beginn seiner Künstlerausbildung mit „Der Meisterschüler“ eine eigene Publikationsreihe, die bis heute im Netz und als Newsletter Bestand hat.

### Künstlerische Kapitalismuskritik
1998 begann Koselleck mit seiner spezifischen Form der künstlerischen Kapitalismuskritik, einer kreativen Auseinandersetzung mit der Kapitalwirtschaft. Nach der Gründung des „Büros für deflationäre Maßnahmen“ zog Koselleck in pseudo-amtlicher Manier Geldscheine aus dem Verkehr, um sie, in Plastik eingeschweißt, signiert und nummeriert, in den Rang von Kunstwerken zu erheben. Zuletzt aktualisiert und erweitert wurde dieses fortlaufende Projekt mit der Geldentwertungsaktion „Stilblüten“ im Rahmen der Ausstellung „häuser bilder fenster 2011“ in Münster.

### Feindliche Übernahme von BP
Eine neue Stufe erreichten Kosellecks Arbeiten 2002 mit der Initiierung der feindlichen Übernahme von BP. Dieser Kampf eines einzelnen Künstlers gegen einen Großkonzern, der den Künstler wahlweise in die Rolle eines David oder eines Don Quijote versetzt, verschaffte ihm in Zeiten des Turbokapitalismus einen Zuwachs an Sympathien. Auslöser war der Fund von Teerklumpen am Strand der Nordseeküste. Danach beschloss er, das Verursacherprinzip konsequent anzuwenden. Aus den gefundenen Teerklumpen stellt er seitdem Kunstwerke her, deren Erlös zur Hälfte dem Lebensunterhalt des Künstlers dient, zur anderen Hälfte zum Kauf von BP-Aktien verwendet wird. Ziel ist es, letztlich so viele Aktien zu erwerben, dass der Konzern von Koselleck übernommen werden kann. Koselleck hat dazu inzwischen an Stränden auf der iberischen Halbinsel, in Deutschland und Irland beträchtliche Vorräte an Teerklumpen angesammelt. Diese werden wahlweise als eine Art Landschaftsgarten en miniature in so genannten „Teerarien“ ausgestellt, oder aber, wieder verflüssigt, zu Kosellecks eigener Art der „Ölmalerei“ verwendet: Mit diesem zwischen Schwarz und verschiedenen Brauntönen changierenden Malmittel fertigt der Künstler gestische Abstraktionen, ironisch Figürliches oder rein am Material orientierte Bilder auf Papier und Leinwand an.
Größere Aufmerksamkeit erhielt der Künstler im Jahr 2010, als er aus Anlass der Ölpest im Golf von Mexiko nach der Deepwater-Horizon-Katastrophe Ölklumpen sammelte, um die Aktion fortzuführen. Viele Zeitschriften und Fernsehsender auf der ganzen Welt wurden auf Koselleck aufmerksam, so erschien zum Beispiel eine kleine Meldung zu seiner Aktion im deutschen Magazin Stern. 2011 wurde er vom künstlerischen Aktionsbündnis platform nach London eingeladen, um mit seiner Arbeit zum Projekt „Liberate Tate“ beizutragen. Damit sollte versucht werden, die Tate Modern von allen Sponsoring-Verträgen mit Ölfirmen, allen voran BP, zu befreien.

### Cola-Kreuze
Eine Recycling-Idee ist die Werkserie der Cola-Kreuze, wobei Koselleck leere Coca-Cola-Büchsen mit der Blechschere aufschnitt. Mit den Blechstreifen benagelte er schlichte Holzkreuze, was einen skulptural sich manifestierenden Culture Crash ergab. Hier das religiöse Symbol des Christentums, dort das inzwischen wohl weltweit genauso verbreitete rot-weiße Signet des Coca-Cola-Konzerns. Zusätzlich bringt Koselleck eine globale politische Komponente ins Spiel, indem er die Serie international variiert. Der Künstler sammelt (und lässt sammeln) Cola-Büchsen aus allen Ländern, hat japanische, mexikanische, russische oder palästinensische Dosen zu Kreuzen verarbeitet, was an den unterschiedlichen Beschriftungen stets gut zu erkennen ist. Konstant bleiben nur das Markensignet und die Kreuzesform.

### Ich und Ikea
Koselleck beschäftigt sich seit 1999 mit dem globalen Möbelhausgiganten IKEA. Dabei nutzt der Künstler die Räumlichkeiten der Möbelhäuser als Ausstellungsfläche für sich selbst, indem er eigene Kunst und selbstgemachte Photographien an Stellen platziert, die in der Regel schon von den Dekorateuren der Möbelhäuser für die Präsentation von Bildern ausersehen wurden. Koselleck ersetzt die ursprünglichen Fotos vorzugsweise durch Bilder aus dem eigenen Familienalbum und Selbstinszenierungen (z. B. mit Schnitzel auf der Glatze). Koselleck hat seine parasitären Publikationen, wie er sie nennt, bislang in 21 verschiedenen Filialen, vorzugsweise in Deutschland, aber auch in England, Frankreich und den Niederlanden verwirklicht.

### Porschekomplex
Für die Arbeit „Porschekomplex“ sammelt er Spielzeugautos des deutschen Sportwagenherstellers Porsche und bittet alle Interessierten um eine „Porschespende“ (die mit signierten Reifenspuren-Graphiken quittiert werden). Partizipatorische Modelle der Kunst der 1960er Jahre werden dabei ebenso persifliert wie das Streben von Teilen der Bevölkerung nach diesem Status- und Männlichkeitssymbol, von dem sich auch der Künstler nicht ausnimmt. Fernziel ist die Anhäufung von symbolischem Kapital in Gestalt von 10.000 Porsche, die dann als große Skulptur im öffentlichen Raum auch eine reale Verknappung von Parkraum bewirken werden.

### BürokARTie
Gemeinsam mit Stephan US und Oliver Breitenstein rief er das Projekt BürokARTie ins Leben. Diese von den drei Künstlern organisierte und kuratierte Intervention setzt sich mit bürokratischen Strategien und subversiven Dienstleistungen auseinander. Die eingeladenen Künstler, wie z. B. Heinrich Gartentor, Markus Zürcher, Matthias Schamp, Mark Formanek und Robert Porth präsentieren dabei ihre eigene Sicht auf die Schönheit der Bürokratie.

## Weitere Projekte
Neben zahlreichen Einzelwerken umfasst das Œuvre Kosellecks noch etliche Langzeitprojekte, wie die Tapetentagebücher (seit 1997), das Büro für deflationäre Maßnahmen (seit 1998), die zum Zwecke des Gebührenzahlens ins Leben gerufene Kunstfigur Billy Baypack (seit 2003) und die Gründung des Berliner Kunstvereins (2009).
Zusammen mit Susanne von Bülow begann er 2012 das Projekt t-fiftytwo, das ungewöhnliche Druckverfahren mit einem konzeptuellen Ansatz verschränkt. Als erstes wurden mittels gewöhnlicher Einkaufstüten aus Plastik Monotypien hergestellt, für jede Woche des Jahres eine. Diese wurden zum Preis des durchschnittlichen wöchentlichen Lebensmittelkonsums der Familie zum Verkauf angeboten.
Anschließend begann die Arbeit an „Grund und Boden“. Hierbei werden mittels Planierraupen und Farbpigmenten Direkt-Drucke von Straßen, Wegen und Plätzen auf Büttenpapier hergestellt. Der Preis dieser Drucke steht in unmittelbarer Relation zum jeweiligen Grundstückspreis.

## Ausstellungen (Auswahl)
- 1997 Aufsicht, Eine Aufsicht ist ein Polizist, der auf einem Kaugummi klebt. Schlösserausstellung Kunstakademie, Rheine, Lemgo und Dahlheim
- 1997–2000 Aufsichten, u. a. Basel, Bergamo, ICE 70, Onno, Küstrin, Straßburg, Wien, Berlin, Buckow, Dossenheim, Mexiko-Stadt, Warschau
- 1998 From Here, High St. Projekt Gallery, Christchurch, Neuseeland
- 1999 Das erste Phototapetenbuch, Fototrienale, Künstlerhaus Hamburg
- 1999 Westwärts, Kunstverein Gütersloh
- 2000 Das Leben ist zu kurz für den falschen Job. mit Frederik Foert und Stephan Homann im Kunstverein Bamberg
- 2000 ART-APPEAL, CAS - contemporary art and spirits, Osaka, Japan
- 2001 Screenings 07, Museum für Moderne Kunst, Frankfurt
- 2002 We are not here over for the Weather, Kunstverein Ahlen, Ahlen
- 2003 PILOTPROJEKT Gropiusstadt, Berlin
- 2003 Kunst wird durch Text erst schön, Stuttgarter Kunstverein,
- 2003 Das provisorische Büro, Westfälischer Kunstverein, Münster
- 2005 Kunstpavillon München
- 2006 Bewegung im Quadrat, Museum Ritter, Waldenbuch
- 2007 die Cola-Kreuze, Abtei Museum Liesborn Wadersloh
- 2007 Porschekomplex, Scope Basel, Schweiz
- 2007 Manche mögen es, Museum Eckernförde
- 2008 Ausflug 3, Galerie Münsterland, Emsdetten
- 2008 Parasitäre Publikationen und Feindliche Übernahmen, Galerie Bernsteinzimmer
- 2008 Socken auf Leine, Berliner Kunstverein
- 2009 Probeparken, Stuttgarter Kunstverein
- 2009 Werksausstellung, Galerie Umtrieb, Kiel
- 2010 Takeover BP Tour – Beaches of Louisiana, Mississippi, Alabama, Florida, U.S.A.
- 2011 häuser bilder fenster, Münster
- 2011 Sie kaufen Kunst – und Ruppe Koselleck BP, LehmbruckMuseum, Duisburg
- 2015 Kuchen essen alles vergessen, Freiraum21, Museumsquartier Wien
- 2015 Gogolfest 2015, Nationalmuseum, Kiev, Ukraine
- 2015 Notes on the Beginning of the Short 20th Century. No more peace, Usti nad Labem
- 2016 Ein Roman in Soll und Haben, Kunstraum Foth, Freiburg
- 2016 Takeover BP, Grüne Z., Heidelberg
- 2016 Mobile Nachtbaustelle, Blaue Nacht, Nürnberg
- 2016 Planierwalzendrucken zu Grundstückspreisen, Eiskellerkonzepte, Kiel
- 2017 Миру більше не буде, Nie wieder Frieden, Königsberg, Kaliningrad, Russland
- 2018 Vanishing War, Maison Heinrich Heine, Paris
- 2018 Magnetic Translocations, bei CREATE IRELAND, CAPP-Konferenz Dublin
- 2018 Playmoney, Muzeum Ulan Ude, Ul. Leninska, Buryatia, Russland
- 2018 Mit Droste in die Kiste, Schloß Senden, Westfalen
- 2018 תערוכה קבוצתית של אמנים מהארץ, N.O.T.B.O.T.S.C., The Artists House, Tel Aviv
- 2019 MATERIALTAGEBÜCHER, Museum Temporär, Mülheim a. d. Ruhr
- 2019 Memoriale Interventionen, Krakau, Polen
- 2020 Travel to Go, Gelsenkirchen, Essen, Dortmund und Co.
- 2021 KONFLIKTLANDSCHAFTEN, Flandernbunker Mahnmal Kilian, Kiel
- 2021 Shape of Oil, Hinterland Galerie, Wien
- 2021 Grund und Boden, Frankfurt
- 2022 Grund und Boden, #mopot 2022, Moskau

## Stipendien und Preise
- 2000 Puddles-Stipendium, Osaka
- 2002 Förderpreis des Westfälischen Kunstvereins, Münster
- 2002 Hörster Fensterpreis, Münster
- 2004 Eckernförde-Stipendium, Schleswig-Holstein
- 2006 Stipendium Künstlerdorf Schöppingen, Nordrhein-Westfalen